# 塘福

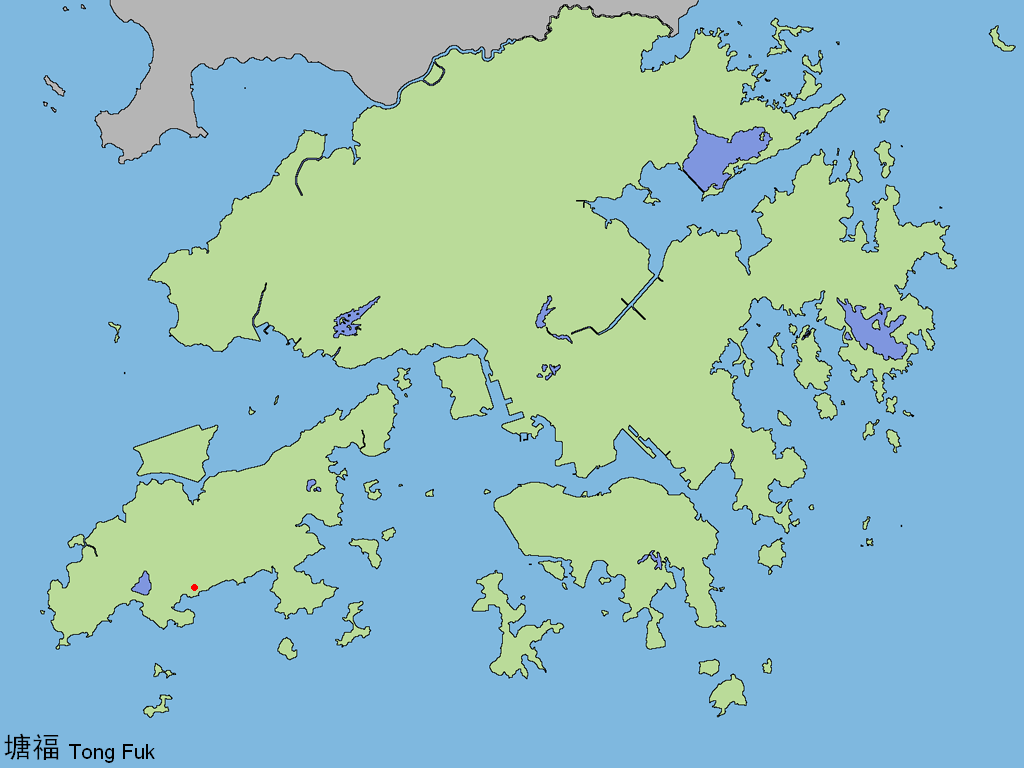
塘福在香港的位置（紅色地方者）

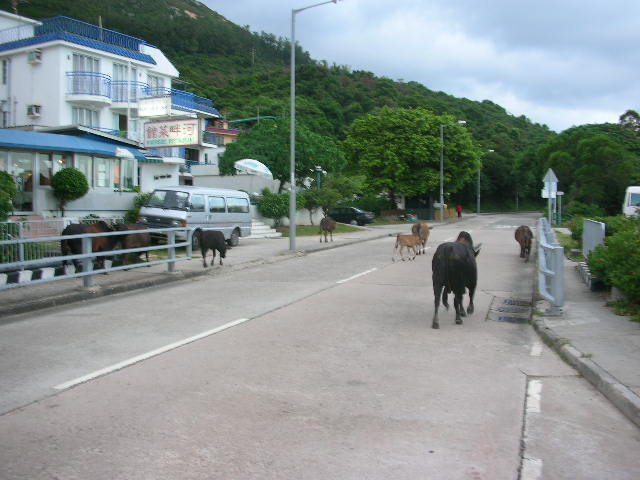
塘福中的牛群

塘福（英語：Tong Fuk），是香港大嶼山的一處村落和地方，亦為一處假日渡假地點。
區內河流亦流經蔴埔坪，蔴埔坪地區有時亦視為塘福地區之一，設有一座蔴埔坪監獄。蔴埔坪南方的海灣叫塘福廟灣，因緊接塘福廟而命名。塘福廟旁邊是FLAG歐亞段海底光纜中轉站，並通往南中國海。

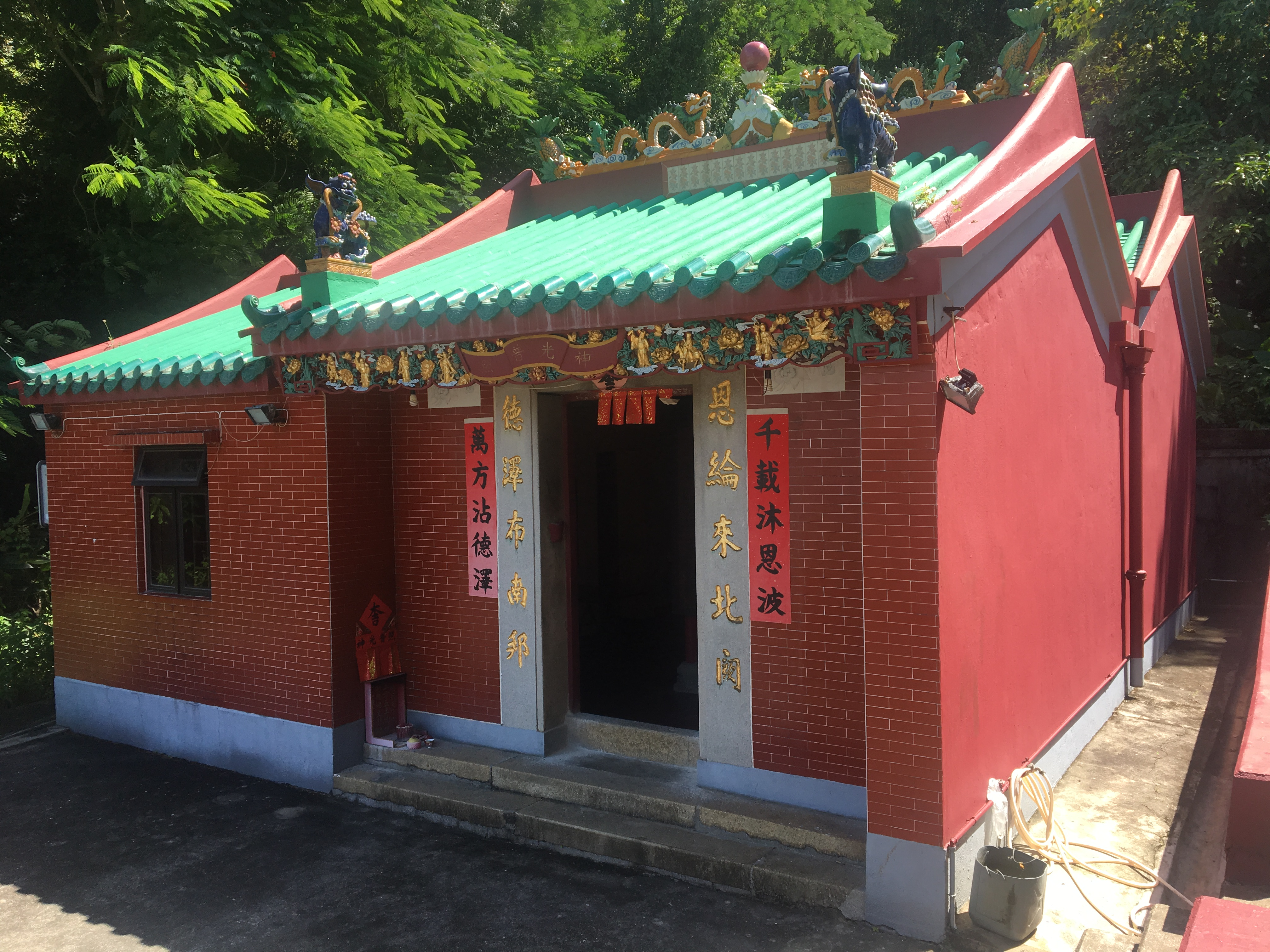
塘福洪聖宮

## 文娛康樂
塘福泳灘
塘福泳灘在塘福南部，其景觀常常吸引遊客在此游泳，因此塘福周邊亦有大量短期客租屋提供給遊客暫住。幾條小河流經塘福，適合耕作，其中一條河流位處塘福西部。
露營車營地
露營車營地位於大嶼山塘福村對面，場內有七輛從英國進口的露營車，分了小、中、大露營車，前兩者可載2-4人，大則可容納4-6人。每輛車內均具備冷氣、冰箱、煮食爐、微波爐、洗手間及浴室，營地內設有 4 個燒烤爐。基於法例限制，露營車不能駛離，遊客只能在車內外活動遊玩。

## 交通
塘福交通並不發達，只有一條嶼南道途經塘福，新大嶼山巴士有幾條巴士路線來往塘福:
- 1 梅窩至大澳 （10至60分鐘一班）
- 2 昂坪至梅窩 （40至60分鐘一班）
- 4 梅窩至塘福 （星期一至五固定班次5-6班；星期六9班）
- 11 東涌市中心至大澳 （10至50分鐘一班）
- N1 梅窩至大澳(只在03:45梅窩碼頭開出固定班次1班)
- 23 東涌市中心至昂坪

## 區議會議席分佈
塘福一直保持鄉村狀況，常住人口較少，而整個塘福都劃入大嶼山選區。

## 外部連結
维基共享资源上的相關多媒體資源：塘福